# Медетбаев, Толеген
Толеген (Тулуген) Медетбаев (1890, Аральск — неизвестно) — председатель Аральского райисполкома в 20-х годах XX-го века, председатель Аральского горсовета во время революции. Член Коммунистической партии. Известен тем, что по личной просьбе из письма Ленина, организовал поставку большого количества (14 вагонов) рыбы на территорию Поволжья. Эта мера была осуществлена в целях помощи голодающим Поволжья. Сбор  рыбы был осуществлён благодаря простым рыбакам Приаралья. Ленин лично поблагодарил Толгена Медетбаева и рыбаков Приаралья.
Медетбаеву посвящена улица в городе Аральск. Ряд произведений устного и изобразительного творчества посвящены этому политическому деятелю. Специальное панно на ж.д. вокзале города Аральска, иллюстрирует ответ Медетбаева на письмо Ленина к Аральским рыбакам.
Подвигу аральских рыбаков посвящено произведение Газизы Жубановой «Письмо Ленина» (Аральская быль).
Также этот эпизод в истории Арала описан во многих творческих произведениях.